# The 51st State
The 51st State (também conhecido como Formula 51) é um filme de ação estadunidense, dirigido por Ronny Yu.